# Ołena Kulczyćka
Ołena Lwiwna Kulczyćka, ukr. Олена Львівна Кульчицька (ur. 15 września 1877 w Brzeżanach, zm. 8 marca 1967 we Lwowie) – ukraińska malarka i graficzka.
Jej ojcem był Łew Kulczycki herbu Sas – adwokat, radca sądu w Brzeżanach, matką Maria ze Stebelskich. W 1894 ukończyła 8-letnią szkołę Sióstr Sakramentek we Lwowie, w 1907 Akademię Sztuk Pięknych w Wiedniu. W latach 1910–1938 była nauczycielką średnich szkół w Przemyślu, była również  współzałożycielką Ukraińskiego Muzeum „Strywihor”. W latach 1945–1954 wykładała grafikę w Ukraińskim Instytucie Poligraficznym im. Iwana Fedorowa we Lwowie. W 1967 została laureatką Nagrody Państwowej im. Tarasa Szewczenki.

## Literatura
- Енциклопедія українознавства, Lwów 1993, t. 4, s. 1234–1235.